# Moho Tani
Moho Tani (també Mohotani o Motane) és una illa de les Marqueses, situada en el grup sud de l'arxipèlag, a 15 km al sud-est d'Hiva Oa.

## Geografia
L'illa és petita, amb una superfície de 15 km². És d'origen volcànic, amb penya-segats a la costa i suaus ondulacions a l'interior. És descrita per alguns navegants com el llom d'una balena. L'altitud màxima és de 520 m.
Antigament havia sigut habitada, però avui és deshabitada, depenent de la comuna associada d'Atuona de l'illa Hiva Oa. La vegetació ha sigut destruïda pels ramats en estat salvatge de cabres i ovelles. El 1992 va ser declarada reserva natural.

## Història
Va ser descoberta per Álvaro de Mendaña y Neira, el 1595, i l'anomenà San Pedro, ja que era la vigília de Sant Pere ad Vincula, onomàstica del pilot major Pedro Fernández de Quirós i del coronel Pedro Merino.